# Fernseh

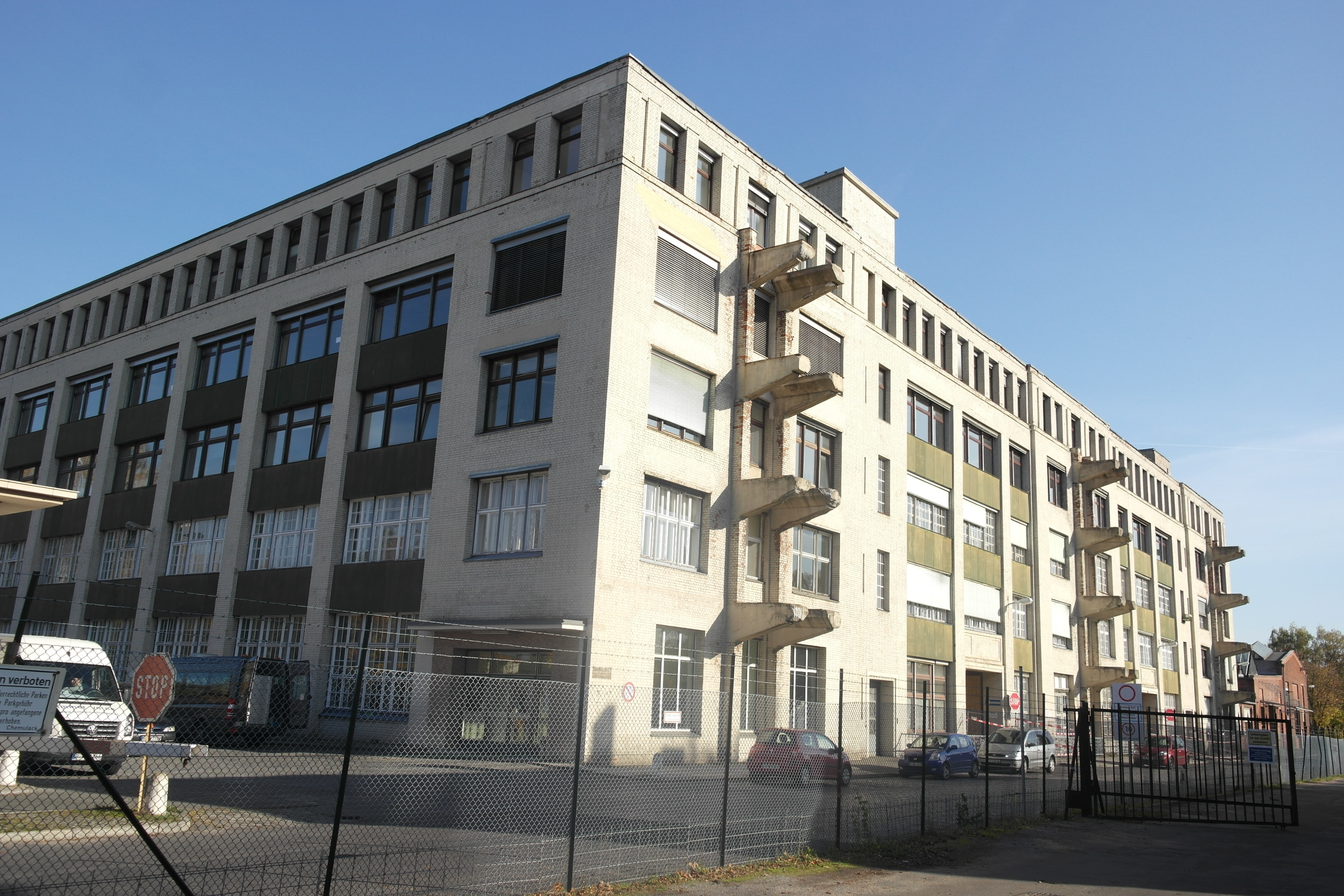
Ehemaliger Unternehmenssitz in Berlin-Lichterfelde, Goerzallee

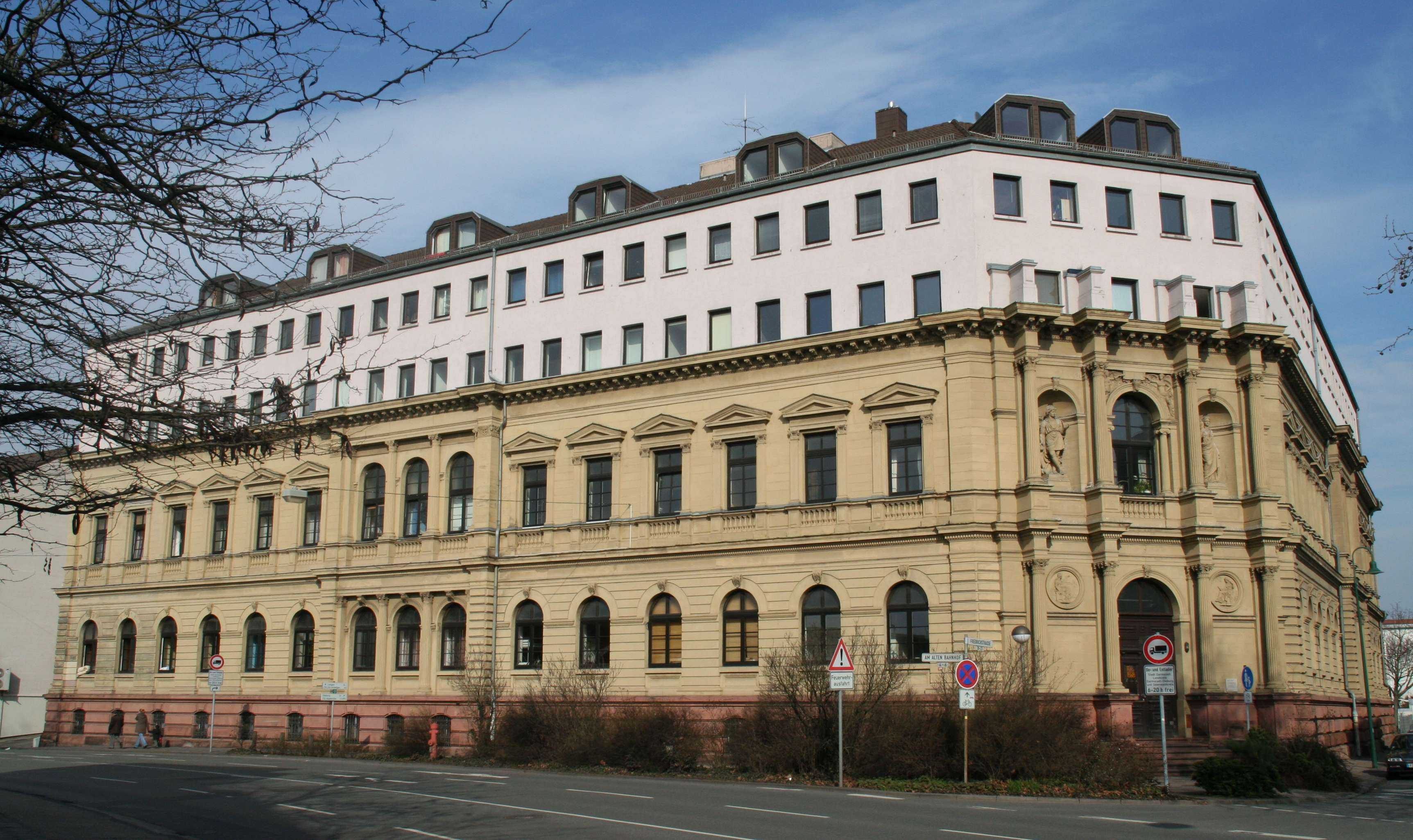
Ehemaliger Unternehmenssitz in Darmstadt, Steubenplatz

Die Fernseh AG war ein deutsches Hochtechnologieunternehmen auf dem Gebiet der Kommunikationstechnik. Sie beschäftigte sich als weltweit erstes Unternehmen mit der praktischen Einführung des elektronischen Fernsehens.

## Geschichte

### Anfänge
Am 3. Juli 1929 ließen die Baird Television Ltd. (London), Zeiss Ikon (Dresden), D.S. Loewe (Berlin) sowie die Robert Bosch GmbH (Stuttgart) die Fernseh AG mit einem Anfangskapital von 100.000 Reichsmark ins Berliner Handelsregister eintragen. Zweck der Gesellschaft war „die Herstellung und der Vertrieb von Fernsehgeräten aller Art“.
Der Vorstand bestand aus Emanuel Goldberg von Zeiss Ikon, Oliver George Hutchinson von Baird, David Ludwig Loewe und Erich Carl Rassbach von Bosch mit Paul Goerz als Vorstandsvorsitzenden. Unternehmenssitz war eine Etage im Goerzwerk in Berlin-Zehlendorf, Goerzallee 299.
Zunächst entwickelte man mechanische Fernsehübertragungsanlagen nach den Verfahren von Paul Nipkow und John Logie Baird; als sich jedoch deren Unzulänglichkeiten in Bezug auf Leuchtdichte und Auflösung zeigten, ging man sehr bald zur vollelektronischen Fernsehtechnik über.

### Pionierphase des elektronischen Fernsehens
Nach einem Vorschlag von Manfred von Ardenne wurde 1934 zunächst der Bau von Empfängern mit einer Braunschen Röhre von 40 cm Schirmdurchmesser realisiert.
Für die Olympischen Sommerspiele 1936 konnte die Fernseh AG die komplette Fernsehproduktionskette von Bildmischer, Regieanlagen, Testbildgeneratoren, Filmabtastern, bis zum Übertragungswagen bereitstellen. Letzterer arbeitete in Ermangelung lichtstarker Bildaufnahmeröhren nach dem Zwischenfilmverfahren.
Parallel zur Sondenkamera nach Philo Farnsworth begann 1935 in Konkurrenz zu Telefunken eine eigene Ikonoskop-Entwicklung, mit dem Ziel, im sichtbaren Spektrum eine höhere Empfindlichkeit zu erreichen und durch geeignete konstruktive Maßnahmen die durch den Abtastvorgang bedingten Störsignale zu mindern und den Einfluss äußerer magnetischer und akustischer Felder zu reduzieren.
Bei diesen Arbeiten wurde u. a. auf Erfahrungen und Patente des Reichspostzentralamtes um Walter Heimann zurückgegriffen. Aber erst zur Funkausstellung 1937 waren die ersten Kameras mit eigengefertigten Ikonoskop-Röhren fertiggestellt und konnten mit Einführung der 441-Zeilen-Norm ihre Bewährungsprobe bestehen.
Von 1936 bis 1938 installierte die Fernseh AG die Technik der meisten Fernsehsprechstellen, die die Reichspost-Fernsehgesellschaft in Hamburg, Berlin, Leipzig und München eingerichtet hatte. Die Anlagen basierten auf der mechanischen Bildzerlegung bei der Aufnahme; bei der Wiedergabe wurde die Braunsche Röhre benutzt.
Im Dezember 1938 wickelte die Fernseh AG einen großen Exportauftrag mit der E.I.A.R. in Rom ab, der Ikonoskop-Kamera, Filmabtaster und Mischeinrichtung umfasste. Im gleichen Jahr wurde ein umfangreicher Auftrag der Deutschen Reichspost zur kompletten Ausrüstung des Fernsehstudios im Deutschlandhaus fertiggestellt.
1939 konnte die dritte Kamera-Generation mit elektronischem Sucher vorgestellt werden. Charakteristisch für sie war die Verwendung von Ikonoskopröhren mit Vorabbildung.
Entscheidend zum Fortbestand der Fernseh AG hat in dieser Zeit Karl Martell Wild beigetragen.

### Kriegswirtschaft

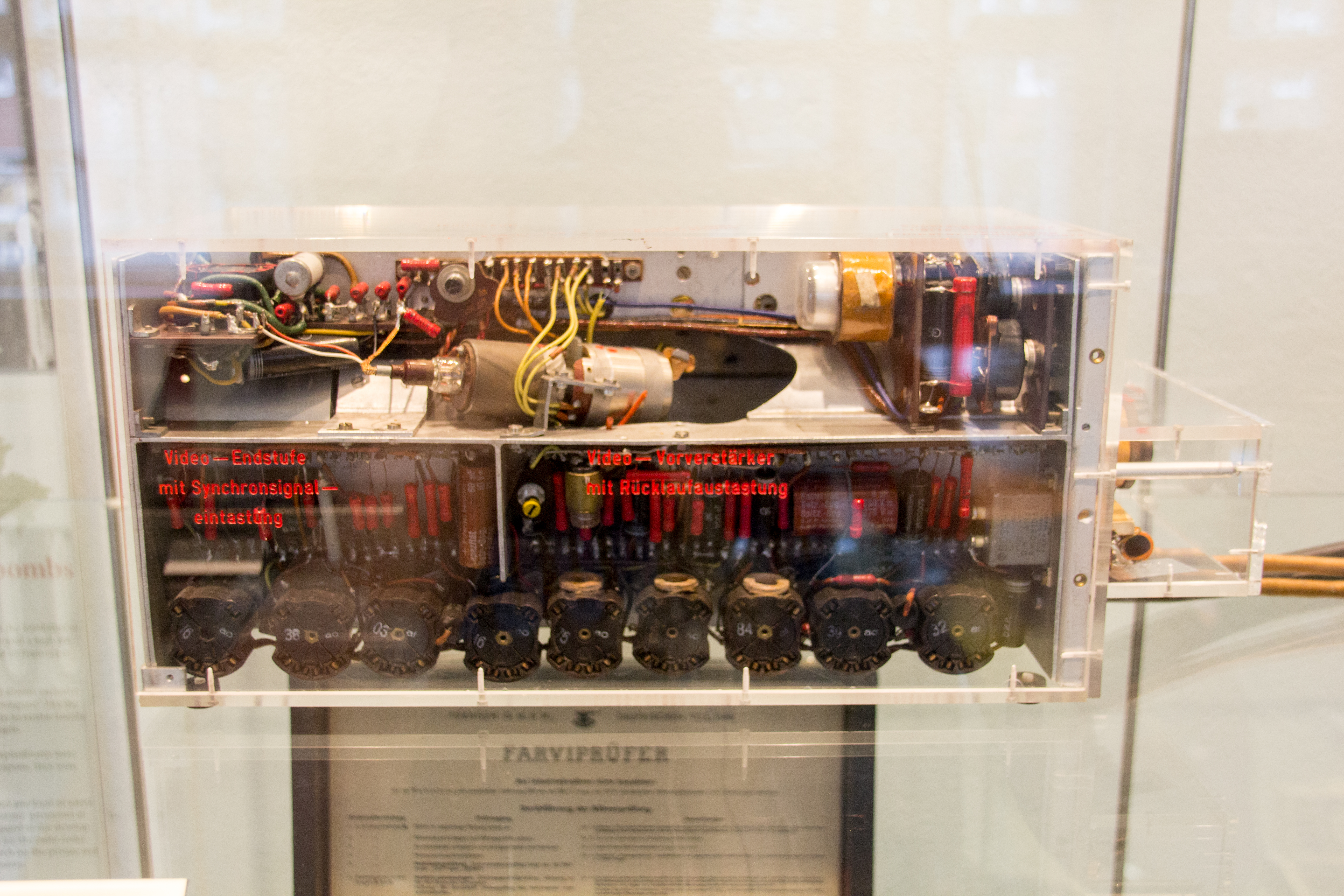
Fernlenkkamera Tonne, 1943

Nachdem Zeiss-Ikon das Konsortium bereits Mitte der 1930er Jahre verlassen hatte, schieden Baird und Loewe auf Druck des Regimes bis 1938 aus der Fernseh AG aus und das Unternehmen wurde in eine GmbH umgewandelt.
Mitte 1940 wurde einem Kreis von Fachleuten erstmals in der Geschichte der Fernsehtechnik eine komplette Bildübertragungsanlage für 1029 Zeilen vorgeführt.
Im Jahr 1943 wurde der größte Teil des Betriebs mit ca. 800 Mitarbeitern wegen der Luftangriffe der Alliierten auf Berlin nach Obertannwald im Reichsgau Sudetenland ausgelagert. Dort wurden u. a. Superikonoskope für den Einbau in zukünftige Fernlenkwaffen gefertigt.
Nach Kriegsende hatten die dortigen Hinterlassenschaften dieser Unternehmungen kurzfristig bedeutenden Einfluss auf die Entwicklung des Fernsehens in der Tschechoslowakei.

### Neubeginn nach dem Zweiten Weltkrieg

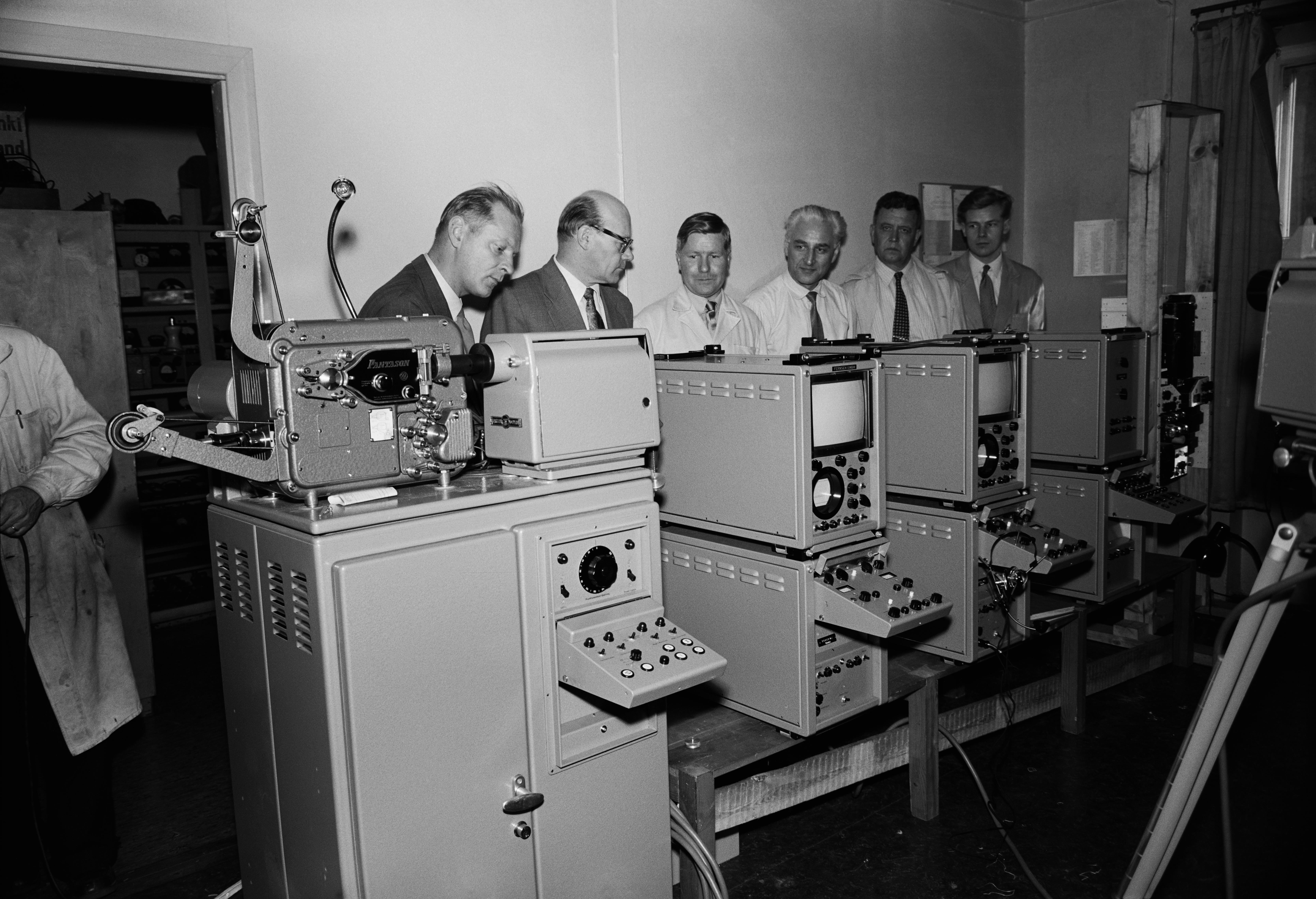
Filmabtaster, 1956

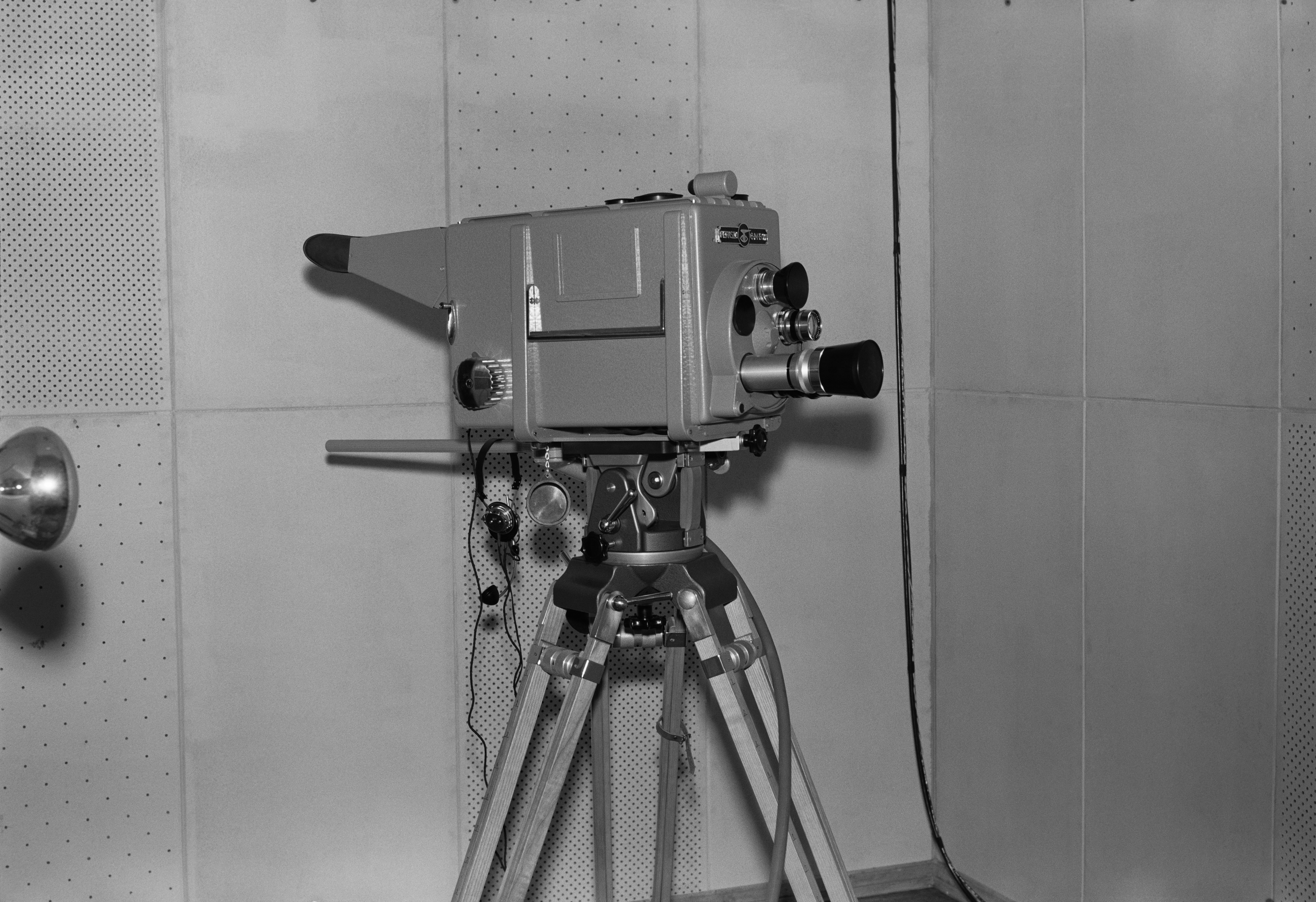
Orthikon-Kamera, 1957

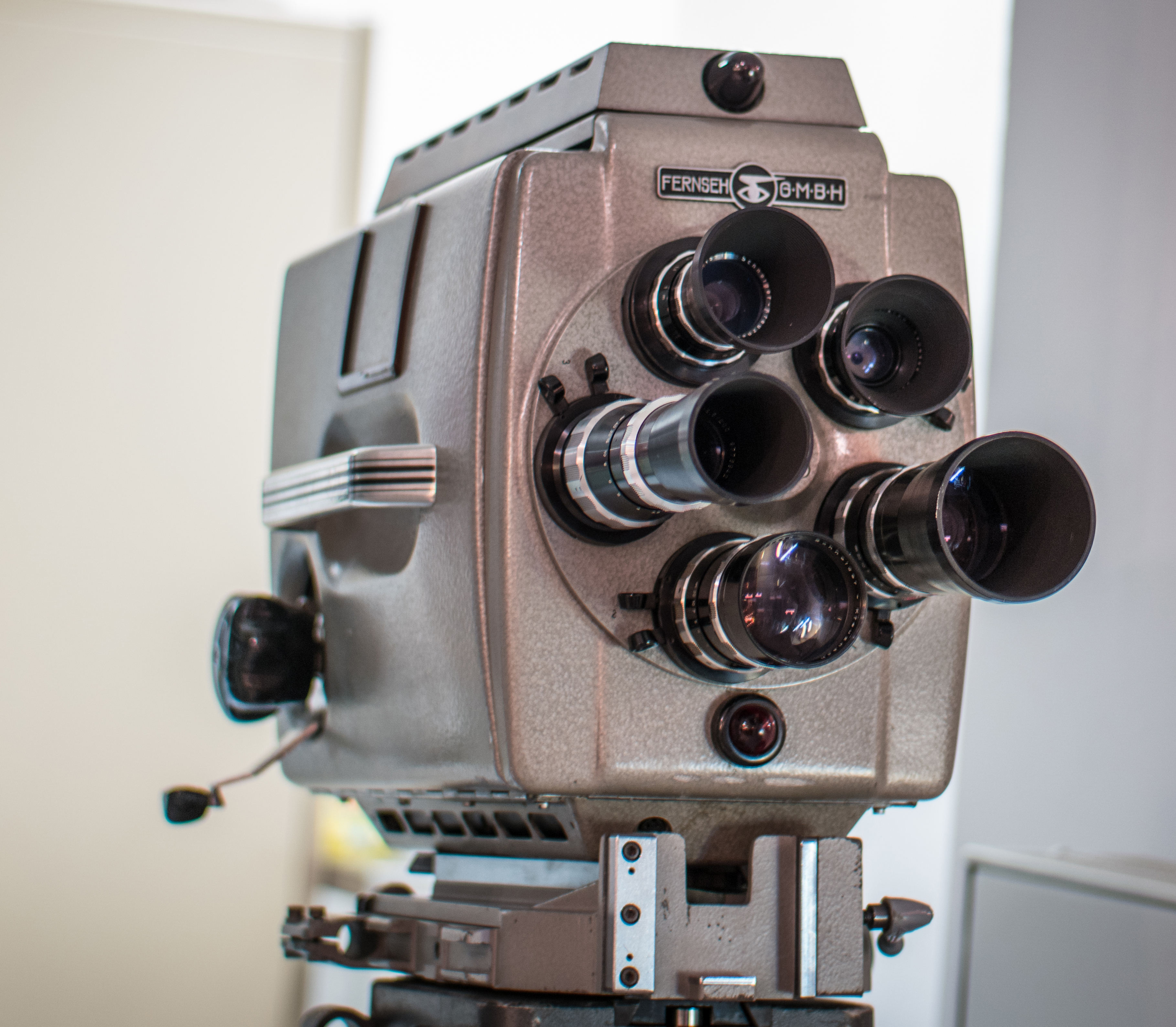
Fernseh-Studiokamera, um 1958

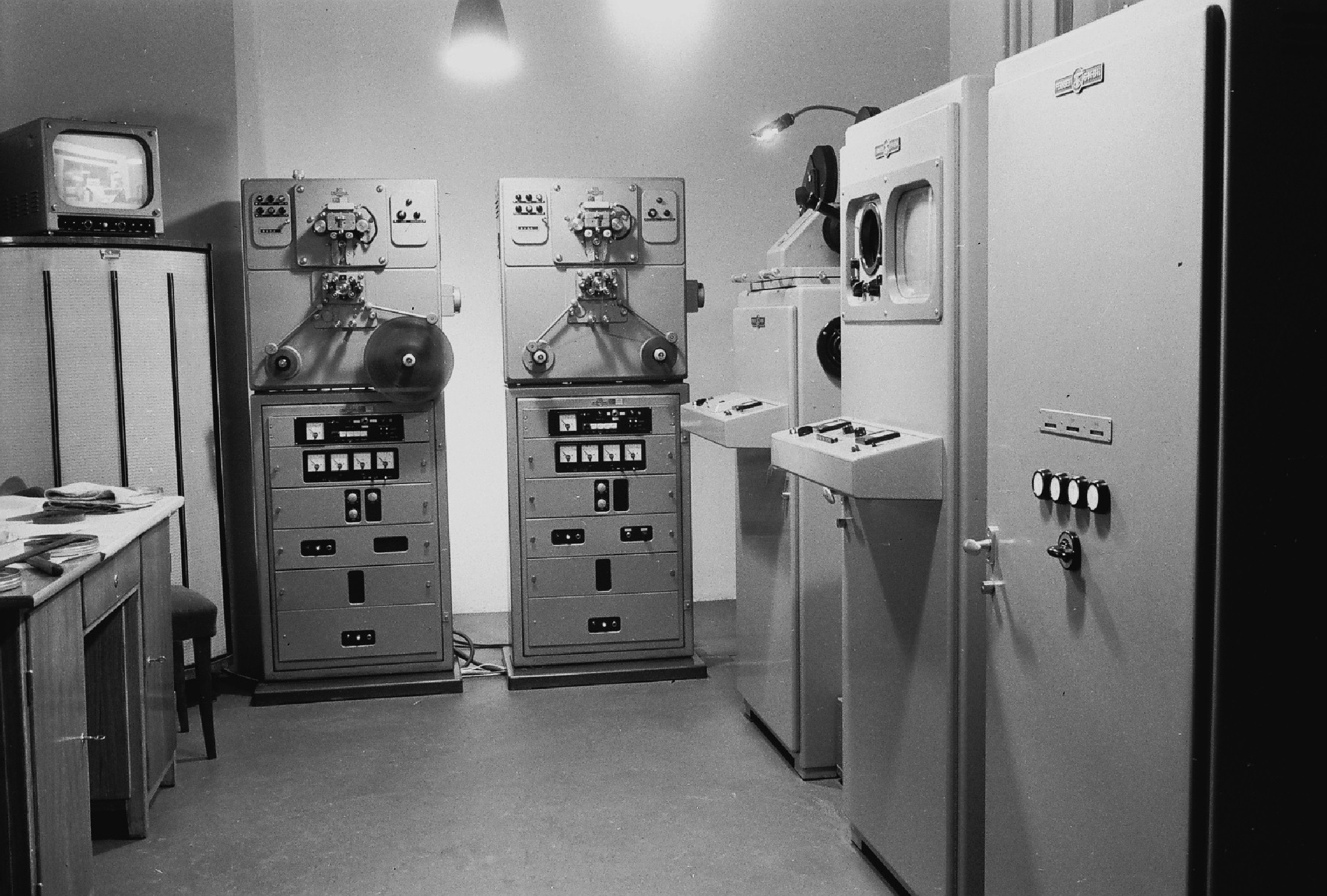
MTV stúdió, Budapest

In den Nachkriegswirren konnten einige Gerätschaften aus Obertannwald nach Taufkirchen (Vils) in Niederbayern gerettet werden, wo man den Gasthof Wagnerwirt anmietete, während der Großteil der Anlagen nach Arnstadt in Thüringen transportiert wurde, wo bis 1947 unter sowjetischer Regie der erste deutsche Nachkriegsfernsehempfänger EFu T1 entstand.
Dagegen durfte in Westdeutschland wegen der Bestimmungen des Kontrollrats anfangs keine Fernsehforschung betrieben werden, sodass man sich in Taufkirchen mit der Reparatur von Röhren und der Produktion von Messgeräten für Reparatur und Prüfung von Rundfunkgeräten beschäftigte:
- Das Farvimeter war ein Universalgerät für den Rundfunkservice und enthielt Messsender, Tongenerator, Röhrenvoltmeter, Outputmeter sowie eine Widerstands- und Kapazitäts-Messbrücke; es wurden weit über 1000 Exemplare hergestellt.[6]
- Der Farviprüfer war ein Röhrenprüfgerät, das sich mit Lochkarten aus Pertinax konfigurieren ließ, und daher ein hohes Maß an Betriebssicherheit bot.[7][8]
- Der Farvigraph war ein Universal-Oszillograf, der zwei Messkurven gleichzeitig darstellen konnte.[9]

Bis 1948 war damit die Belegschaft wieder von 14 auf 150 Personen angestiegen.
Bereits 1946 arbeiteten befreundete Fernsehexperten im Ettlinger Kreis um Rolf Möller und Rudolf Urtel einen neuen Normvorschlag aus, in dem wesentliche Details wie 625 Zeilen, 25 Bildwechsel pro Sekunde, Zwischenzeile, Negativmodulation sowie Synchronimpulsfolge niedergelegt waren und der bereits gesamteuropäische Verhältnisse berücksichtigte.
Als 1949 das Verbot zur Betätigung auf dem Fernsehgebiet aufgehoben wurde, fand man in Darmstadt einen neuen, besser geeigneten Standort, vor allem weil dort das Fernmeldetechnische Zentralamt der Bundespost und eine Technische Hochschule ihren Sitz hatten. Im Herbst 1949 wurde die Tätigkeit mit 50 Mitarbeitern in einer geräumten Kaserne aufgenommen.
Im März 1950 wurde der erste Filmabtaster im Flying-Spot-System an den NWDR geliefert; er zeigte schon die Merkmale aller in der Folge gebauten Geräte: Lichtaufspaltung durch Doppeloptik, kontinuierlichen Filmvorschub mittels eines aus dem Bauer-B8-Projektor entwickelten Präzisionslaufwerkes und Photozellen mit Sekundärelektronen-Verstärker.
Weihnachten 1952 konnte mit Billigung der Alliierten der reguläre Fernsehbetrieb in der Bundesrepublik wieder aufgenommen werden. Die Fernseh GmbH hatte sich derweil ganz auf die Entwicklung und Herstellung von Aufnahme- und Studiogeräten spezialisiert und den Empfängerbau einer anderen Bosch-Tochter – Blaupunkt – überlassen.
1953 wurde eine neue Kamerageneration KIA mit Rieselikonoskop bzw. KOA mit Orthicon eingeführt.
In Studiokreisen wurde das Unternehmen nach seiner Fernschreiber-Kennung bald umgangssprachlich Fese genannt; 1954 zog es mit nunmehr 420 Mitarbeitern in das Gebäude der Danat-Bank.

### Farbfernsehsystemtechnik

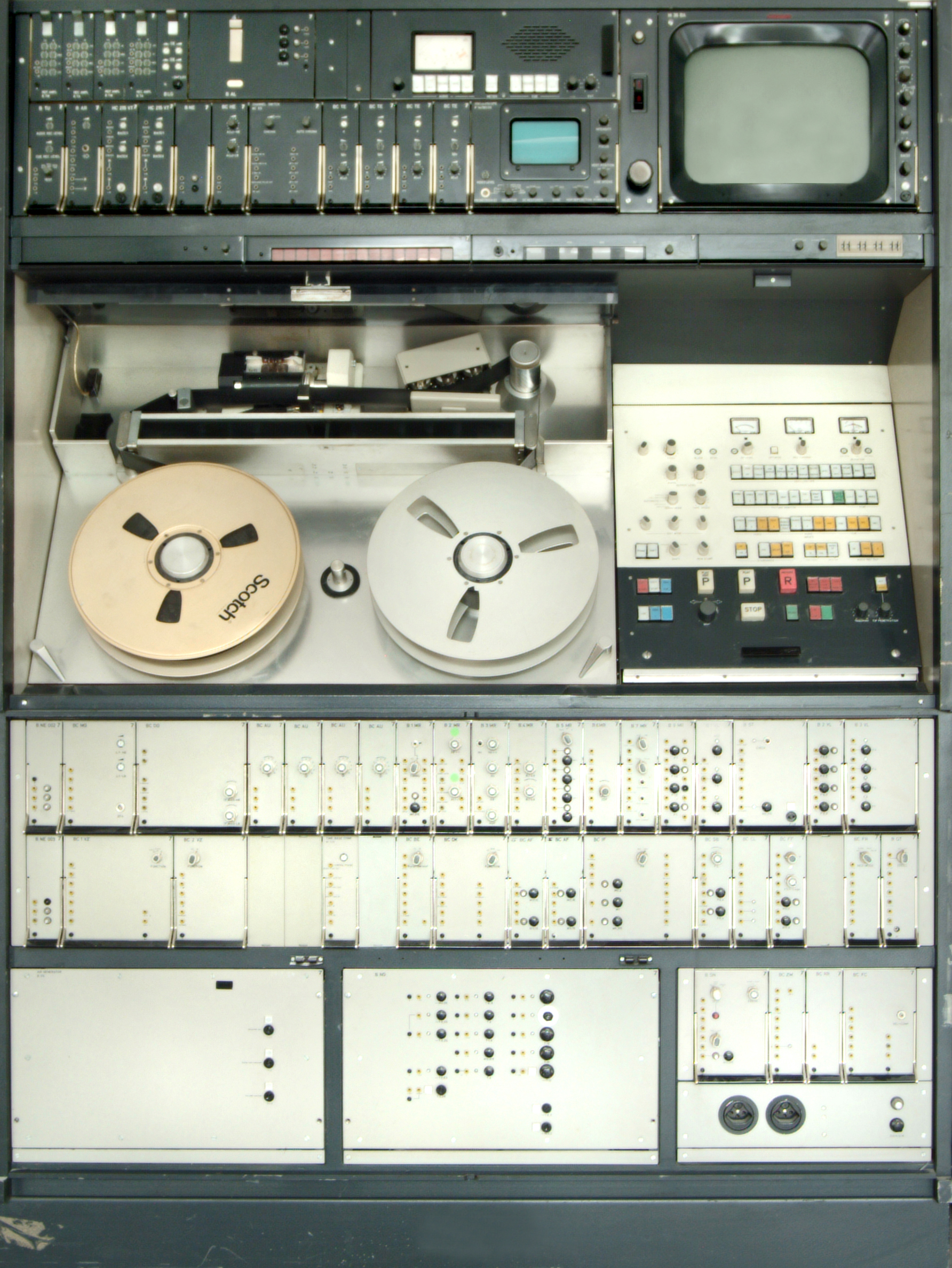
Quadruplex BCM 40, um 1970

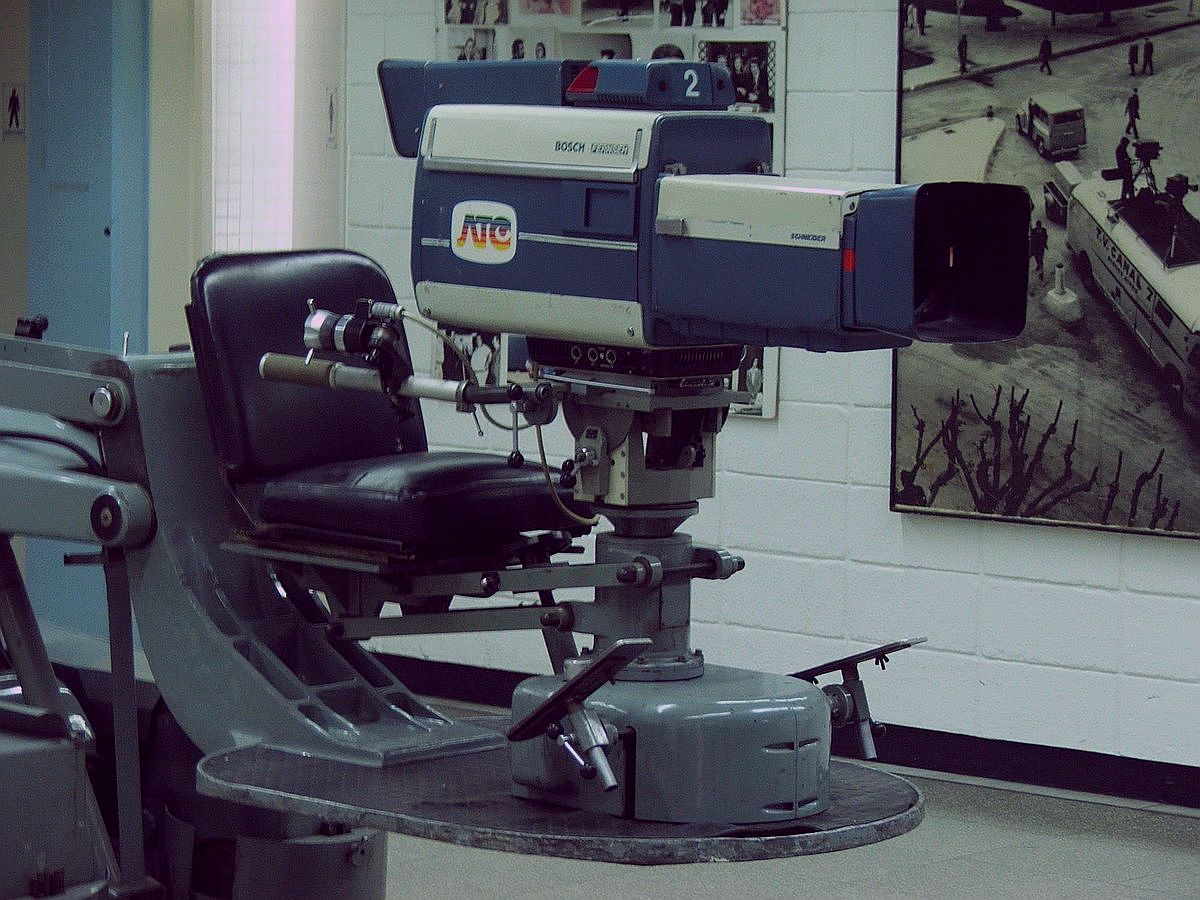
Farbfernsehkamera KCK-40, 1978

In den frühen 1960er Jahren begannen Versuche zur Einführung des Farbfernsehens; die Fernseh GmbH lieferte die Ausstattung für das Farbfernsehversuchslabor des WDR unter Leitung von Franz Josef In der Smitten. Zunächst gab es einen starken Wettbewerb zwischen den Farbfernsehsystemen PAL und SECAM. Schließlich wurde trotz der technischen Überlegenheit des PAL-Systems aus industriepolitischen Gründen in Frankreich und den Ostblockstaaten SECAM eingeführt; der daraus resultierende Bedarf an Transcodern wurde von der Fernseh gedeckt.
Im Jahr 1967 konnten die ersten farbtüchtigen transistorisierten Aufzeichnungsanlagen des Typs BCM 40 an den Saarländischen Rundfunk ausgeliefert werden.
Die zur Produktion der Farbfernsehsendungen erforderliche Technik im PAL-Standard für Fernsehstudios und Übertragungswagen wurde in Deutschland hauptsächlich von der Fernseh GmbH entwickelt. Dabei war das Labor von Helmut Schönfelder mit seinen Mitarbeitern federführend. Die Grundlagenforschung zum Farbfernsehen, Entwicklung entsprechender Geräte und schließlich die Miniaturisierung von Kameras und Aufzeichnungsgeräten zur tragbaren Reportageeinheit führten das Unternehmen zu internationaler Bedeutung. Für mobile Anwendungen war schon 1977 ein Videoübertragungssystem für Studioqualität mit Gradienten-Glasfaser, Halbleiterlaser und Lawinenphotodiode bis 8 km Reichweite entwickelt und einsatzfähig.
In den ersten Jahren des Farbfernsehens in Deutschland war die Fernseh GmbH mit der Gerätefertigung voll ausgelastet.
Das in Robert Bosch Fernsehanlagen GmbH umbenannte Unternehmen beschäftigte 1972 mehr als 2000 Mitarbeiter, davon nahezu 500 in Forschung und Entwicklung.

### Niedergang seit den 1980er Jahren
Angesichts der zunehmenden Konkurrenz aus Übersee wurde 1986 Broadcast Television Systems (BTS) als Fusion von Robert Bosch Fernsehanlagen und dem Studioausrüstungsbereich der niederländischen Philips n. V. in Breda gegründet. Nachdem sich die wirtschaftliche Lage im Sektor nicht gebessert hatte, gab Bosch 1993 sämtliche Anteile an Philips ab; nach Abspaltung zahlreicher Abteilungen wurde die nunmehrige Philips Broadcast Television Systems GmbH vom Stammsitz in der Darmstädter Weststadt auf ein Industriegelände im nahegelegenen Weiterstadt verlegt. Zur Jahrtausendwende wurde noch der technologisch weltbeste digitale HDTV-Digital-Recorder DCH 6024 „Voodoo“ in etwa 70 Exemplaren produziert, dieser konnte sich aber aufgrund schlechten Marketings nicht etablieren. 2001 trennte sich auch Philips von seiner Broadcast-Division und verkaufte BTS mit verbliebenen 460 Mitarbeitern an das französische Unternehmen Thomson Multimedia. Dieses beherrschte nach dem Zukauf der Grass Valley Group 2002 für kurze Zeit den schrumpfenden Weltmarkt.

### Nischenbetrieb im 21. Jahrhundert

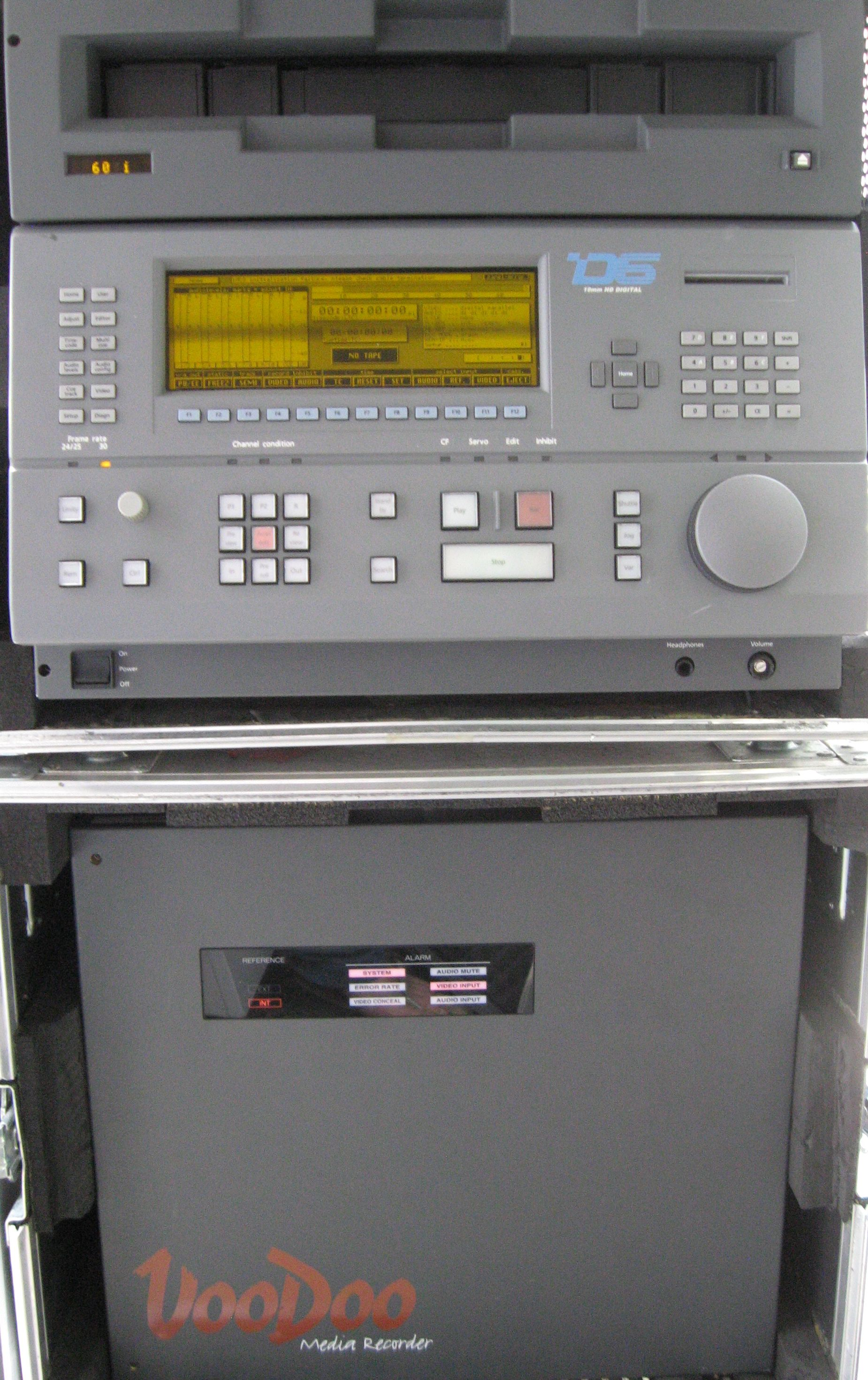
D6-HDTV-Digitalrecorder DCR-6000, auch unter dem Namen Voodoo bekannt, 1999

Am vorläufigen Ende der Konsolidierungswelle sind die Aktivitäten der vormaligen Bosch-Unternehmung auf zwei Folgeunternehmen übergegangen:

#### Digital Film Technology

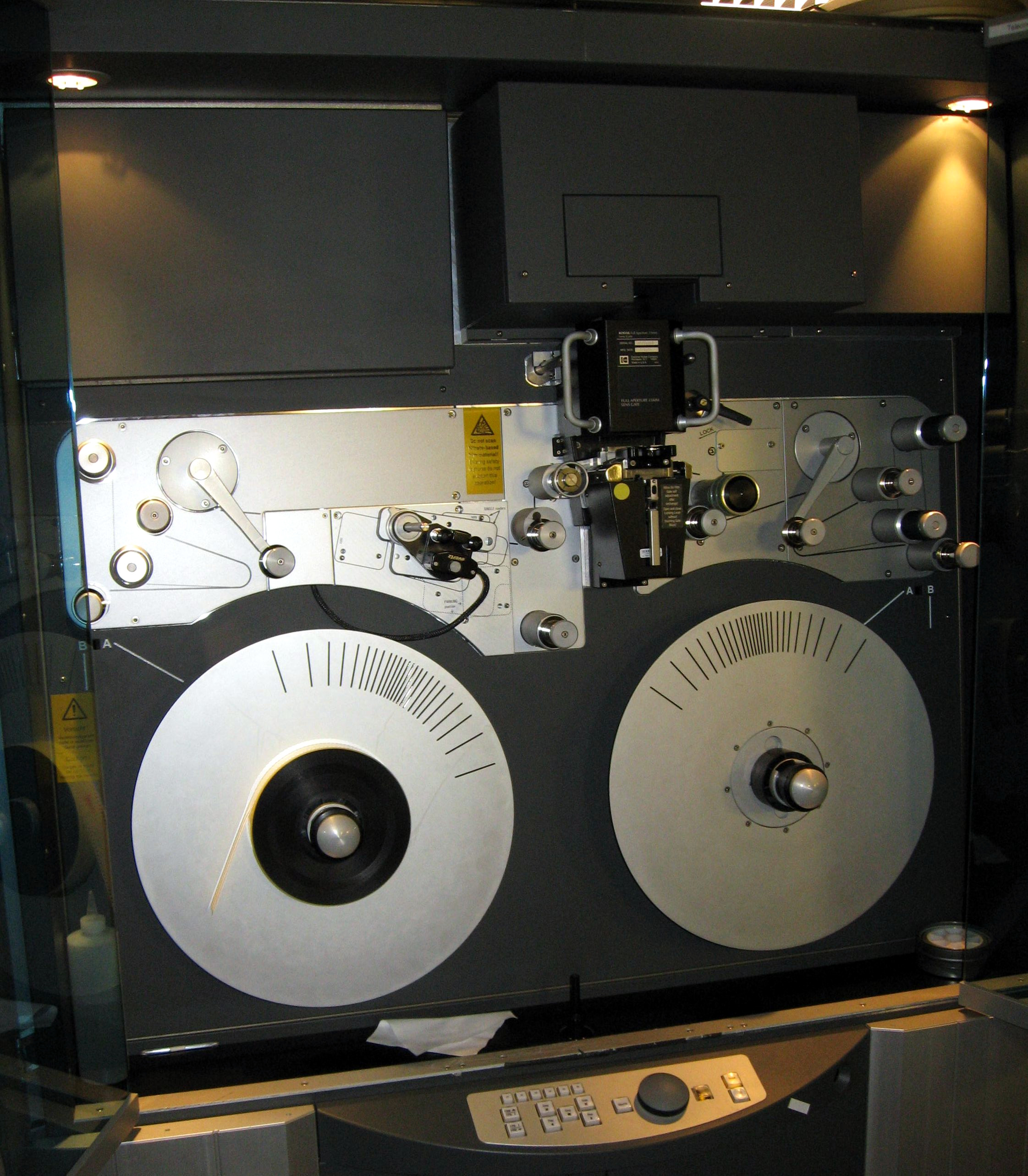
Spirit Datacine 4K, 2007

DFT Digital Film Technology ist ein selbständiges Unternehmen mit Sitz in Darmstadt-Arheilgen. Sie war bis September 2024 eine hundertprozentige Tochtergesellschaft der Prasad Corporation Ltd. bis sie von Norbert Hinckers, einem ehemaligen Geschäftsführer des Unternehmens, übernommen wurde. Sie befasst sich mit der Herstellung von Filmabtastern der Serie Scanity und Polar und positioniert sich als Lösungsanbieter für Filmarchive und Post-Produktion u. a. auf dem Gebiet der Filmrestaurierung.
2016 wurde der Schweizer Hersteller von Filmabtastern Sondor mit Sitz in Zollikon übernommen.

#### Grass Valley Germany
Die Grass Valley Germany GmbH ist eine hundertprozentige Tochtergesellschaft der Grass Valley Group. Weiterstadt ist auch heute noch Entwicklungsstandort und Broadcast-Support-Zentrale für den deutschsprachigen Raum und Osteuropa; ferner gibt es Verkaufsniederlassungen in den großen deutschen Medienstädten.
In Weiterstadt werden weiterhin die weltweit verbreiteten Mischerserien DD und XTen entwickelt. 2007 wurde an der Weiterentwicklung des Kayak- und des ProAV-Mischers Indigo gearbeitet.
Darüber hinaus ist ein großer Teil der Systems-Gruppe in Weiterstadt beheimatet, die Ü-Wagen und Studios plant und ausrüstet.
Während der Fußball-Weltmeisterschaft 2006 setzte Grass Valley für Host Broadcast Services die technische Produktion aller internationalen Bilder mit sieben HD-Ü-Wagen und knapp 200 HD-Kameras der Typen LDK6000 und LDK6200 um.
Die HD-Ü-Wagen sowie die Slow-Motion-Wagen waren weitestgehend mit Bildmischern, Kreuzschienen, Modular- und Kamera-Equipment von Grass Valley ausgestattet.
Die Systems-Gruppe installierte innerhalb von zwei Monaten die Master-Control-Räume und Video-Infrastruktur des International Broadcast Centre in München und leistete während der vier WM-Wochen den kompletten Systemservice vor Ort.
Im Februar 2020 verkaufte Belden – erst seit 2014 Besitzer der Grass Valley Group – die Gruppe, deren Umsatz sich auf 350 Millionen Dollar etwa halbiert hatte, an das personell mit dem Schnittsoftwarehersteller Avid verbundene Private-Equity-Unternehmen Black Dragon Capital.

## Firmierungen und Mitarbeiterentwicklung
- 1929–1939: Fernseh-AG, Berlin-Zehlendorf (3 MA)
- 1939–1945: Fernseh-GmbH, Berlin-Zehlendorf (140 MA)
- 1943–1945: Farvis-GmbH, Obertannwald/Sudetengau (800 MA)
- 1945–1949: Fernseh-GmbH, Taufkirchen (Vils) (150 MA)
- 1949–1972: Fernseh-GmbH, Darmstadt (420 MA)
- 1972–1986: Robert Bosch Fernsehanlagen GmbH, Darmstadt (2000 MA)
- 1986–1995: BTS Broadcast Television Systems (mit Philips), Darmstadt
- 1995–2001: Philips Broadcast Television Systems GmbH, Griesheim (460 MA)
- 2001–2008: Thomson Broadcast & Media Solutions, Weiterstadt
- 2008–2012: Precision Mechatronics, Weiterstadt
- seit 2010: Grass Valley Germany, Weiterstadt (300 MA)
- seit 2012: Digital Film Technology GmbH, Darmstadt-Arheilgen

## Produkte (Auswahl)

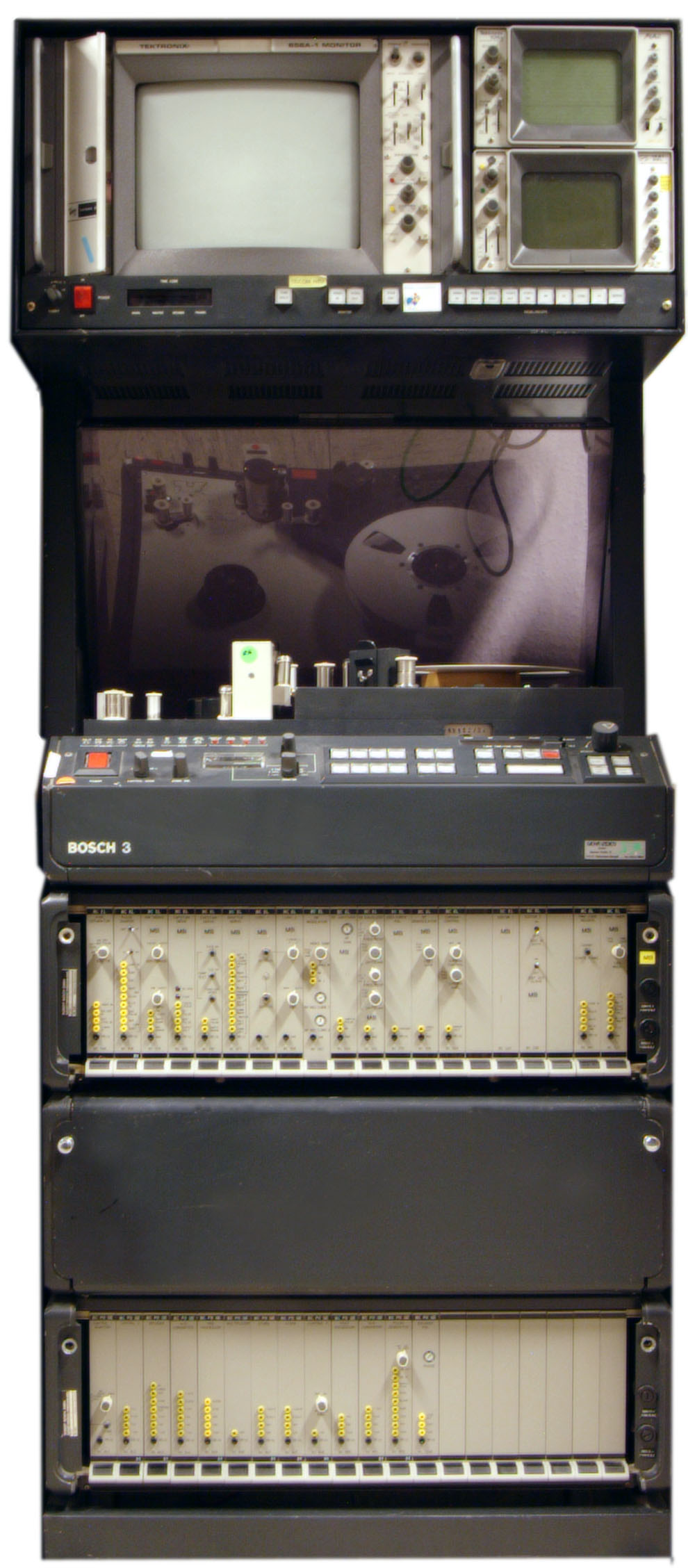
Bosch-1-Zoll-MAZ BCN 51, 1982

- 1930: Mechanischer Fernsehempfänger Fernseh 30[18]
- 1934: Übertragungswagen nach dem Zwischenfilmverfahren
- 1935: Fernsehtischempfänger mit Braunscher Röhre für 180 Zeilen[19]
- 1938: Kleinempfänger DE 7 als Modell für den Fernseheinheitsempfänger E1[20]
- 1939: Fernsehempfänger DE 8 R[21]
- 1940–1944: Kamera-Empfänger-Kombination Tonne/Seedorf für die Henschel Hs 293[5]
- 1946–1949: Farvi-Mess- und Prüfgeräte
- 1953: Orthicon-Studiokamera KOA[22]
- 1956: Lichtpunktabtaster FAt/FVs 3[23]
- 1963: Farbdiaübertragungsanlage DC 21 15 A[24][10]
- 1963: röhrenbestückte Quadruplexanlagen BM 20 unter RCA-Lizenz für ZDF und Süddeutschen Rundfunk.
- 1963: 4,5-Zoll-Superorthikon-Kamera K4 OK 9B[25]
- 1967–1990: Farbkameraserie KC
- 1972: Ausstattung der Übertragungstechnik für die Olympischen Sommerspiele 1972[26]
- 1974: 1-Zoll-Bandmaschine BCN 40/50
- 1979: 1-Zoll-Bandmaschine BCR
- 1979: FDL-60, welterster Filmabtaster mit CCD-Sensor
- 1986: BTS-Digitalvideorecorder DCR 500 nach D-1-Standard, dem ersten weltweiten Standard zur digitalen Videoaufzeichnung auf Magnetband
- 1987: HDTV-Farbkamera KCH 1000[27][28]
- 1996: Spirit Datacine (Gemeinschaftsprojekt mit Kodak).
- 2006: Master-Control-Räume und Video-Infrastruktur des International Broadcast Centre in München
- 2009: Scanity-Filmabtaster[29]
- 2014: Scanity HDR-2. Generation des Scanity-Filmabtasters
- 2015: Wetgate für Scanity-Filmabtaster
- 2016: Sondor Versa und Resonances-Audio Filmabtaster
- 2022: Polar HQ-Filmscanner